# Hyperkromatism

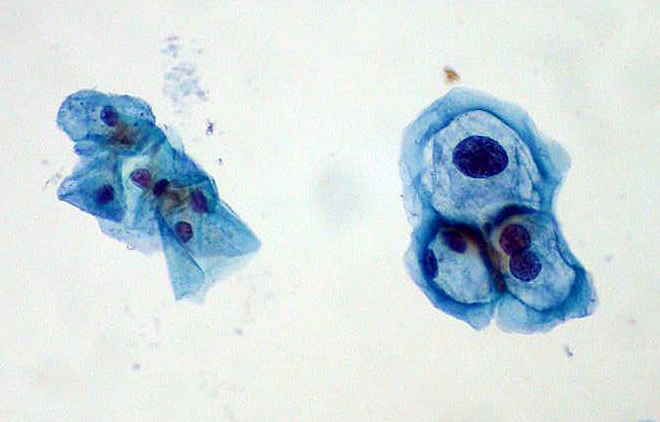
Till vänster normala celler och till höger patologiska celler som uppvisar hyperkromatism.

Hyperkromatism (Sammansatt från grekiska hyper ‚över, och chroma, färg) innebär en ökning av mängden kromatin i cellkärnan, ofta i samband med en patologisk process. Hyperkromatism i cellkärnor kan ibland observeras hos cancerceller eller i dysplastisk vävnad.